# Прва Шенонова теорема
Прва Шенонова теорема је успоставља границе могуће компресије података, и даје практично значење Шенонове ентропије. Ову теорему је 1948. доказао Клод Елвуд Шенон, и закључио је да је немогуће извршити компресију а да просечан број бита по симболу буде мањи од ентопије извора датих симбола, или ће доћи до губитка информације. Међутим могуће је вршити компресију где ће број бита по симболу бити приближан ентропији извора са мало вероватноћом губитка информације. Тачније, ова теорема показује да кодовањем секвенци са извора помоћу кода са одређеним алфабетом можемо сигурно декодовањем добити изворне симболе.

## Дискретан извор без меморије
Дискретан извор без меморије (енгл. discrete memoryless source - DMS) чији излаз је случајна промјењива a, која узима реализације из коначног алфабета А=(а1, а2... ар) са вероватноћама . Симболи се појављују неким случајним распоредом, у константним или промењивим временским размацима.

## Кодовање
Код је превођење низа улазних симбола у низ излазних симбола. Код је једнозначно декодабилан уколико не постоје две кодне речи коначне дужине које чине исту секвенцу, блажи критеријум је да ни једна реч није префикс друге.

### Позитиван став
За DMS са алфабетом А и ентропијом Н(А)=Н за свако N из скупа природних бројева постоји једнозначно декодабилан код који се састоји од бинарних секвенци дужине {\displaystyle l_{n}[{\overrightarrow {a}}]}, a је вектор из {\displaystyle A_{n}}(n-торка из A)
{\displaystyle <l_{n}>=} Σ{\displaystyle P_{n}[{\overrightarrow {a}}]l_{n}[{\overrightarrow {a}}]}{\displaystyle \leq }{\displaystyle NH+o(N)}
где сума иде по {\displaystyle A_{n}}
Очекивана дужина кодних речи. о(N) представља члан који са N расте спорије од линеарно.

### Негативан став
Не постоји случај да је
{\displaystyle <l_{n}><NH}

## Доказ

### Позитиван став
Све N-торке из {\displaystyle A_{n}} могу се једнозначно кодовати бинатним {\displaystyle l_{n}'}-торкама уколико је
{\displaystyle 2^{ln'-1}<r^{N}} {\displaystyle \leq } {\displaystyle 2^{ln'}}
одакле следи да
{\displaystyle l_{n}'=Nld(r)}
Поделимо {\displaystyle A_{n}} на подскупове {\displaystyle S(N,e)} и {\displaystyle {\overline {S(N,e)}}}
као у АЕР леми сваки елемент из {\displaystyle S(N,e)} можемо кодовати са {\displaystyle l_{n}}
где према АЕP то износи
{\displaystyle l_{n}=N(H+e)}
да би сигурно добили префиксан код сваком елементу из {\displaystyle S(N,e)} доделимо 0, а елементу из {\displaystyle {\overline {S(N,e)}}} 1.
Просечна дужина овако добијеног кода је:
{\displaystyle <l_{n}>=(l_{n}+1)P[{\overrightarrow {a}}\in S(N,e)]+(l_{n}'+1)P[{\overrightarrow {a}}\in {\overline {S(N,e)}}]}
{\displaystyle =1+(l_{n})P[1-{\overrightarrow {a}}\in {\overline {S(N,e)}}]+(l_{n}')P[{\overrightarrow {a}}\in {\overline {S(N,e)}}]}
{\displaystyle \leq 1+(l_{n})+(l_{n}')P[{\overrightarrow {a}}\in {\overline {S(N,e)}}]}
па добијамо
{\displaystyle \leq NH+Ne+2+Nldr\sigma ^{2}/Ne^{2}}
и за е={\displaystyle N^{1/3}} добијемо
{\displaystyle <l_{n}>\leq NH+N^{2/3}+2+(N^{2/3}ldr+N^{-1/3}ldr)\sigma ^{2}}
па је
{\displaystyle =N^{2/3}+2+(N^{2/3}ldr+N^{-1/3}ldr)\sigma ^{2}}
функција која расте спорије него линеарно и следи да је
{\displaystyle <l_{n}>=\sum _{A_{n}}^{}P_{n}[{\overrightarrow {a}}]l_{n}[{\overrightarrow {a}}]\leq NH+o(N)}

### Негативан став
Дефинишимо расподелу
{\displaystyle Q_{n}[{\overrightarrow {a}}]=2^{-l_{n}[{\overrightarrow {a}}]}/\sum _{A}^{}2^{-l_{n}[{\overrightarrow {a'}}]}}
и следи
{\displaystyle NH(A)=\sum _{A_{n}}^{}P_{n}[{\overrightarrow {a}}]*ld(1/P_{n}[{\overrightarrow {a}}])}
{\displaystyle \leq \sum _{A_{n}}^{}P_{n}[{\overrightarrow {a}}]*ld(1/Q_{n}[{\overrightarrow {a}}])}
{\displaystyle =\sum _{A_{n}}^{}P_{n}[{\overrightarrow {a}}]*ld\sum _{A}^{}2^{-l_{n}[{\overrightarrow {a'}}]}/2^{-l_{n}[{\overrightarrow {a}}]}}
{\displaystyle =\sum _{A_{n}}^{}P_{n}[{\overrightarrow {a}}]l_{n}[{\overrightarrow {a}}]+\sum _{A_{n}}^{}P_{n}[{\overrightarrow {a}}]ld\sum _{A}^{}2^{-l_{n}[{\overrightarrow {a'}}]}}
познато је да
{\displaystyle <l_{n}>=\sum _{A_{n}}^{}P_{n}[{\overrightarrow {a}}]l_{n}[{\overrightarrow {a}}]}
{\displaystyle \sum _{A_{n}}^{}P_{n}[{\overrightarrow {a}}]ld\sum _{A}^{}2^{-l_{n}[{\overrightarrow {a'}}]}\leq 1}
према Крафт МакМилановој неједнакости следи
{\displaystyle NH\leq <l_{n}>}